# Lilla Torget 3

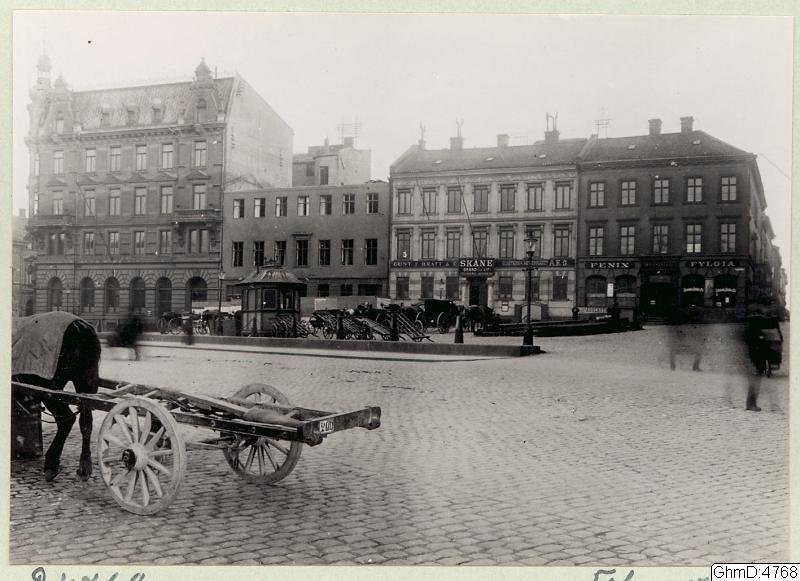
De fyra husen vid Lilla Torget 3-6 omkring 1903. Nummer 3 syns längst till höger. Nummer 5 var under ombyggnad för dåvarande Göteborgs Enskilda Bank.

Lilla Torget 3, gatuadress för det hus som är beläget i Kvarteret Alströmer 10 i Göteborgs stadskärna. Det ligger i stadsdelen Inom Vallgraven. Det är ett kontorshus i tre våningar med överbyggd gård, slätputsade fasader och rusticerad bottenvåning. Nedgång till källaren är från gatan.
En äldre fastighetsbeteckning var tomten 46 i femte roten.  
Därefter var tomtbeteckningen 54:e kvarteret Alströmer nummer 7. Numera är fastighetsbeteckningen Inom Vallgraven 54:10. Den 20 december 1979 blev huset byggnadsminne enligt Kulturmiljölagen.

## Beskrivning
Huset vid Lilla Torget 3 bildar ett byggnadsminne tillsammans med en vidbyggd flygel längs Magasinsgatan 2 och gårdsflygeln mot söder. Husen omger en kringbyggd gård, som överglasats vid en ombyggnad på 1980-talet. Mot Lilla Torget och Magasinsgatan är bottenvåningens fasad rusticerad i gråvit kulör och övervåningarnas fasader är slätputsade i gult. Gårdsfasaderna består av slätputsade tegelväggar.

## Historik
Den första kända ägaren fastigheten var krögerskan Metta Smitt (1631–1711), född Buhrman, omnämnd som "Smittskan" i tomtöreslängderna och änka efter handelsmannen Bartolomeus Smitt. Hon var även ägare till ett tidigare hus på platsen.
Byggmästare för de trevånings stenhus, som uppfördes 1811, var Michael Bälkow. Byggherre för Lilla Torget 3 var handelsman Anders Björnberg. Byggnaden köptes redan 1813 av stadsmäklare Lars Peter Ström. Källaren mot torget användes redan då till "Öl och Drickförsäljning". Därefter ägdes fastigheten av flera handelsmän innan den såldes till stadsläkaren Christian Fredrik Ewert 1842. En besikning av byggnaderna vid Lilla Torget 3 utförd 1840 inför en konkursauktion beskriver ett grundmurat trevånings stenhus av murtegel, gathuset med en vinkelbyggnad mot gården, förmodligen västra och södra gårdsflygeln. Under byggnaden fanns en källare, som hade en utskänkningslokal. Gathuset och gårdsflyglarna inrymde bostadsrum, ett kassavalv, förstugor, en salubod, brygghus med spis och bakugn, en vagnbod och ett stall med fyra spiltor. Mot öster fanns ett grundmurat uthus, som var en våning högt, och innehöll en vedbod, tre avträden och en gödselkista.
1849 byggdes huset på och fasaden förändrades mot Magasinsgatan efter ritningar av Victor von Gegerfelt. Doktor Ewerts släktingar sålde huset 1899 till Brand- och Lifförsäkrings AB Skåne, som 1903 lät genomföra en ombyggnad då skyltfönstren togs upp. Under 1900-talet har byggnaden inrymt bland annat kontor och handelsfirmor.
I samband med byggnadsminneförklaringen genomfördes under åren 1979–86 en omfattande renovering och restaurering av byggnaden, som dessförinnan var rivningshotad och förfallen. Då överbyggdes bland annat  gården med glastak och den ena källaren gjordes om till festlokal. Numera inrymmer byggnaderna kontor för skeppsmäkleriföretag på bottenvåningen och i källaren bedrivs restaurangverksamhet.

## Bilder

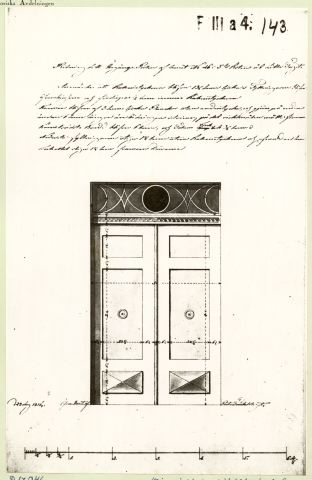
Jonas Hagbergs ritning från 1816 för porten till Lilla Torget 3. Original i Göteborgs stadsmuseums bildsamling.
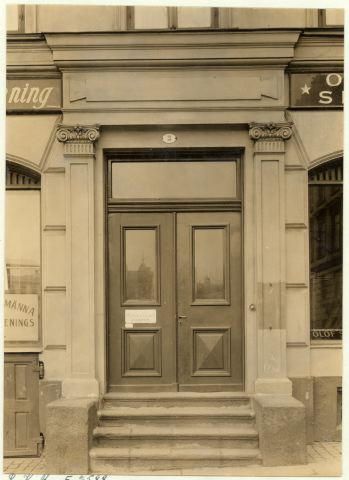
Foto från omkring 1903 av porten till Lilla Torget 3. Original från Röhsska Museet i Göteborgs stadsmuseums bildsamling.
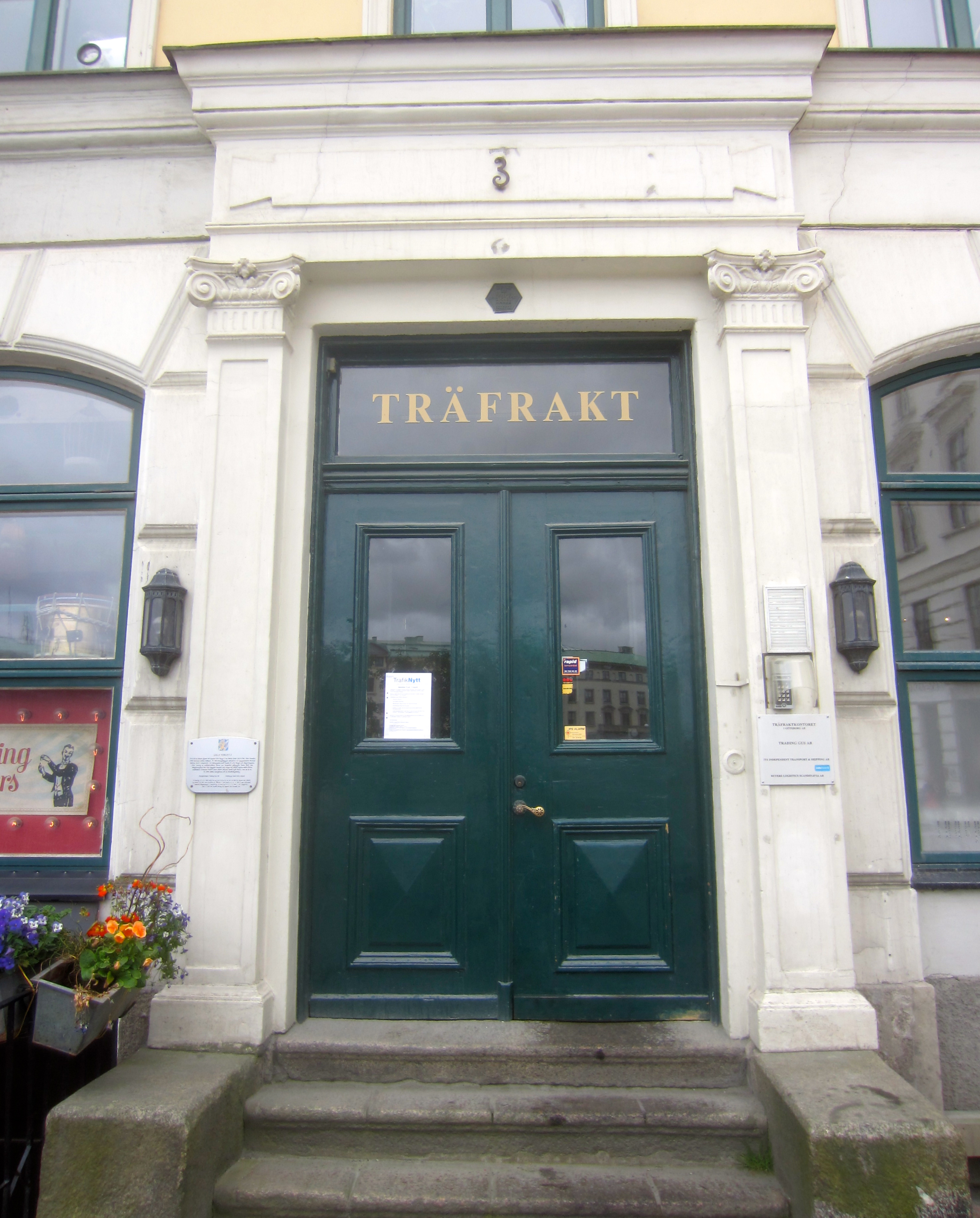
Nutida port till Lilla Torget 3.
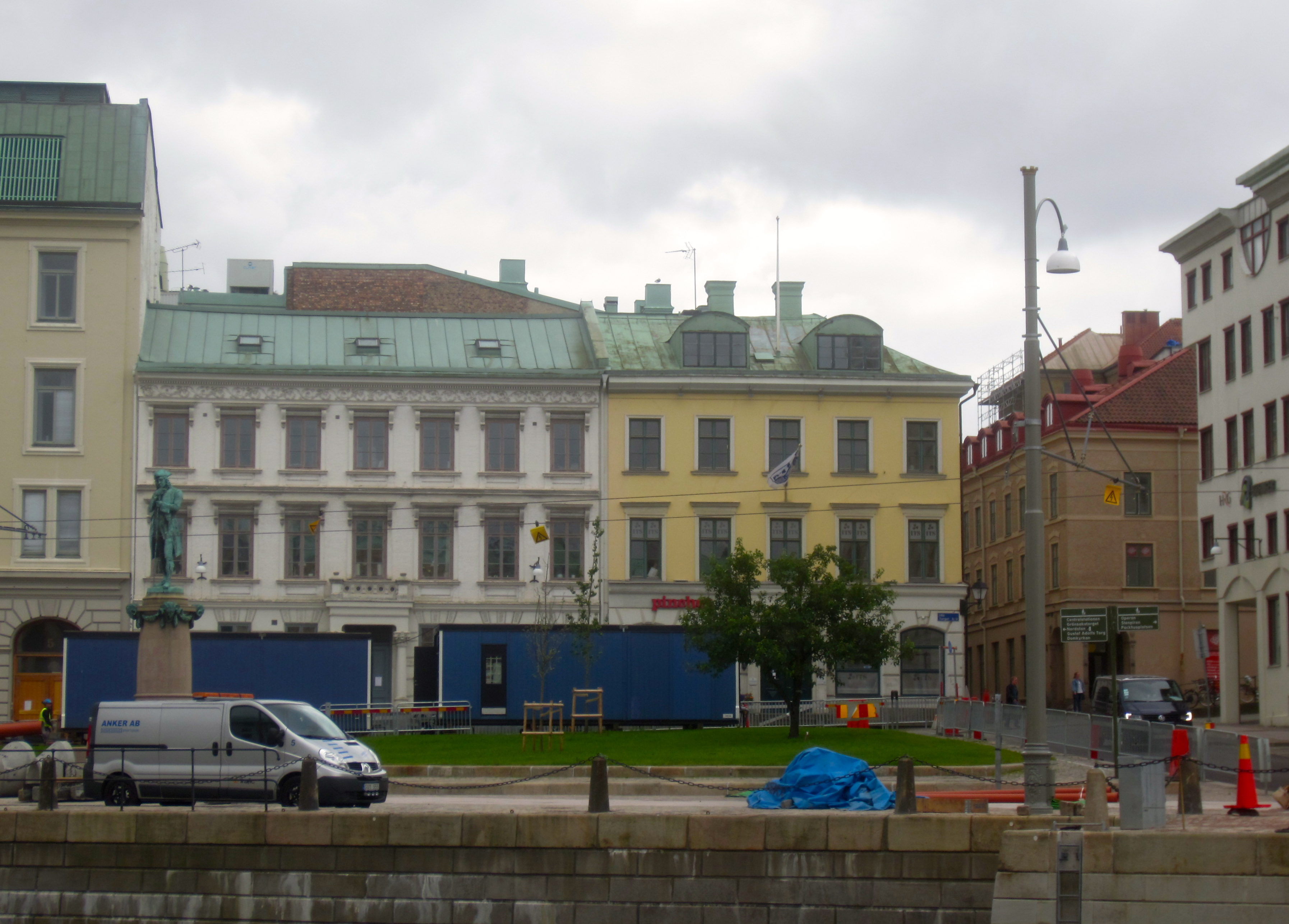
De två husen vid Lilla Torget 3-4 är båda byggnadsminnen sedan 1979 respektive 1980.
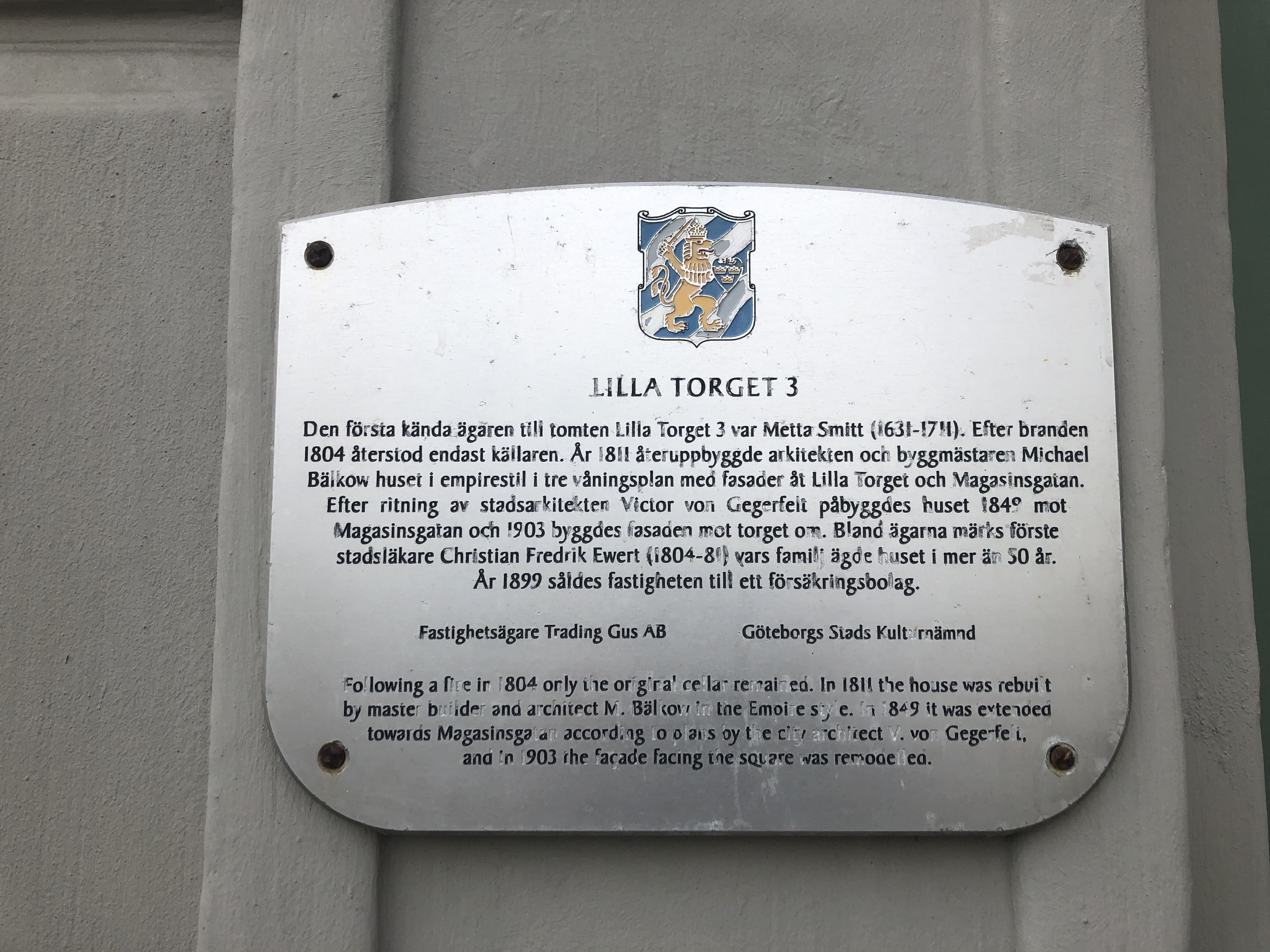
Historisk skylt på fasaden
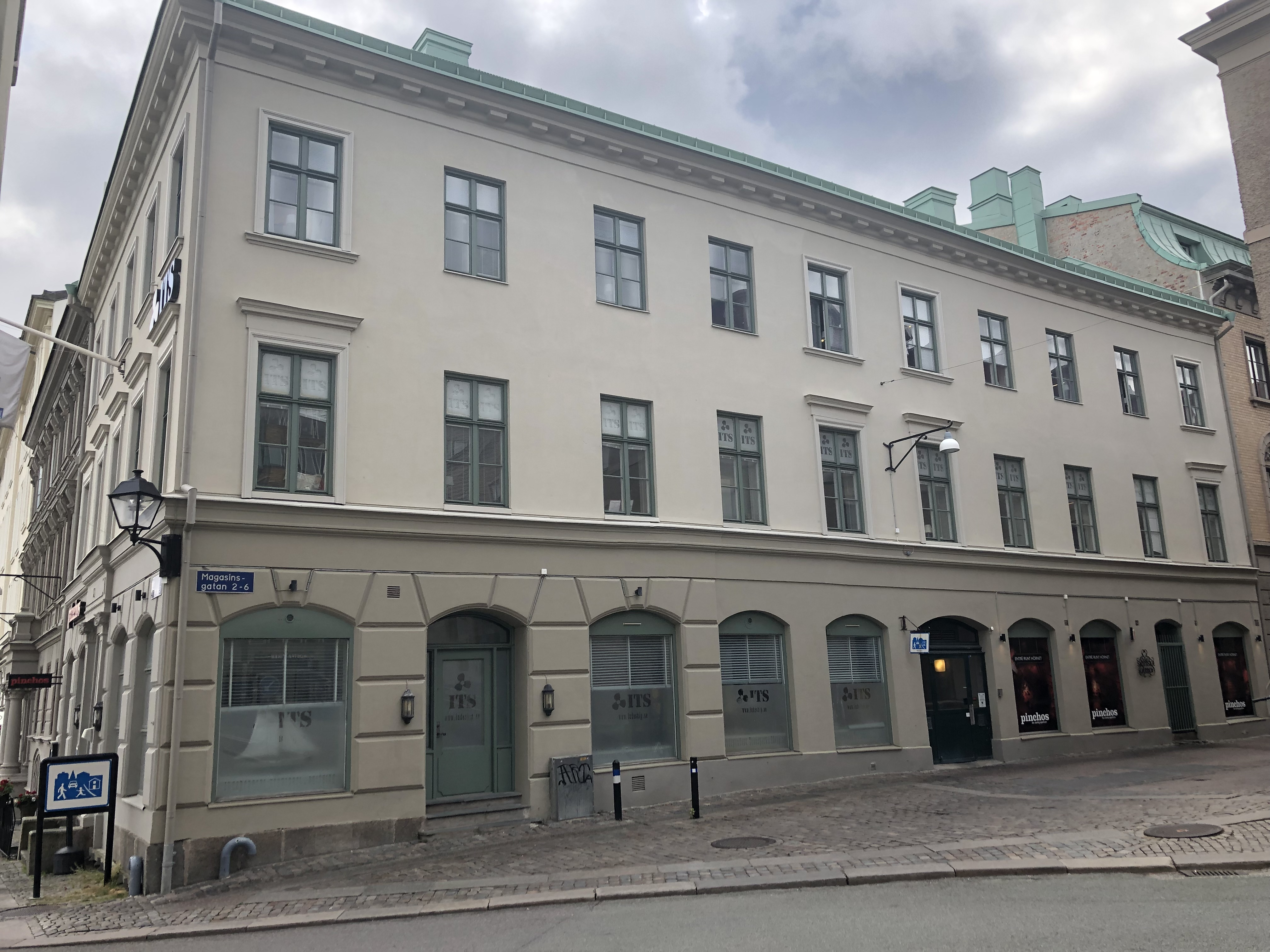
Fastigheten mot Magasinsgatan. (2019)